# Ereen, Dornod
Ereen (tiếng Mông Cổ: Эрээн) là một khu định cư ở sum Bayan-Uul, tỉnh Dornod, miền đông Mông Cổ.
Ereen nằm cách trung tâm sum Bayan-Uul 26 km về phía tây bắc.